# Cantharellus
Cantharellus (Michel Adanson, 1763 ex Elias Magnus Fries, 1821) este un gen de ciuperci comestibile din diviziunea Basidiomycota și familia Cantharellaceae a cărui specii coabitează, fiind simbionți micoriza (formează micorize pe rădăcinile arborilor). Buretele galben este probabil cea mai cunoscută ciupercă a acestui gen. Cantharellus crește pe toate continentele (în afară de Antarctică). Tipul de specie este Cantharellus cibarius.

## Descriere

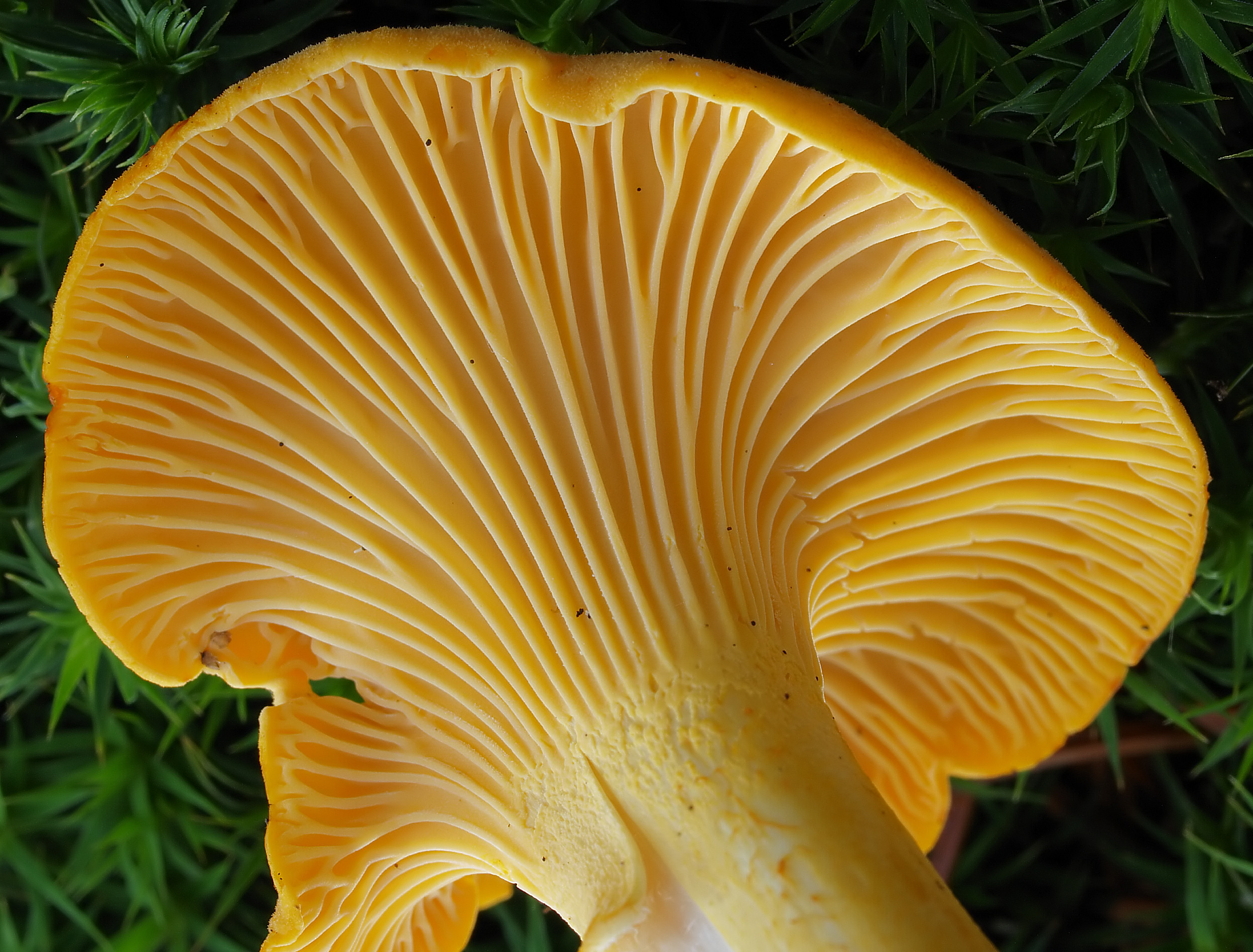
Stinghii tipice

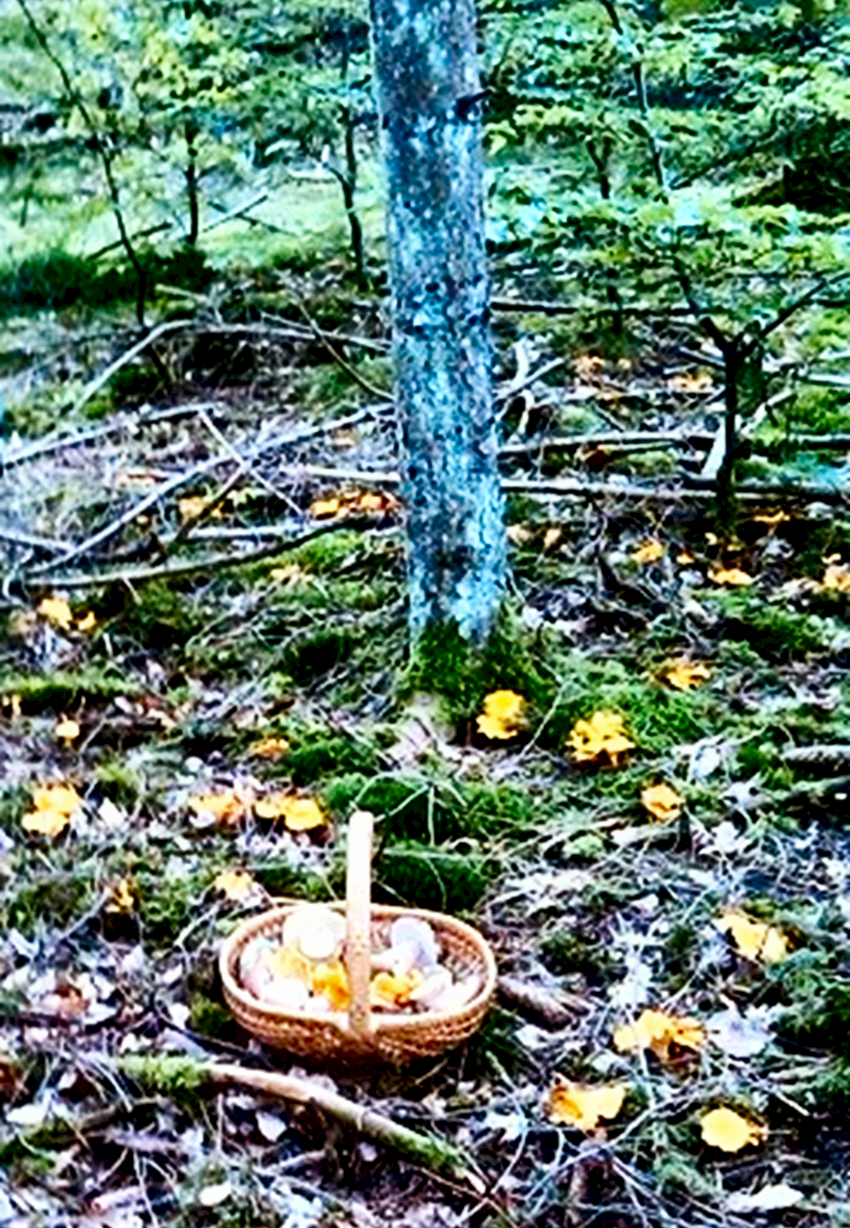
Cerc de gălbiori

- Pălăria: bureții genului au o pălărie netedă și fără luciu de culori diferite, de la alb, peste galben, portocaliu, roșu, maroniu, până la cenușiu. Ea are un diametru de 3– 10 (12) cm, este în tinerețe boltită, apoi adâncită și la maturitate în forma de pâlnie mult adâncită, cu marginea răsfrântă, ondulată neregulat și uneori crăpată. Pe suprafață se ivesc câteodată mici cocoloașe.
- Himenoforul: ciuperca nu are lamele ci pseudo-lamele (stinghii), ca niște cute șerpuite bifurcate și ieșite în afară, de aceeași culoare ca pălăria, care adesea oară se trag aproape până la picior.
- Piciorul:  are aceiași culoare cu pălăria, este robust, tare, neted, cilindric, îngustat la bază, plin și cărnos (la bătrânețe gol), cu o înălțime de 3–8 cm și o grosime de 0,7–2 cm. Ca și pălăria nu este năpădit de viermi.[2][3]
- Carnea: este tare, fibroasă, în mod general de culoare alb-galbenă cu un gust ușor piperat și un miros un pic de piersică, un pic de caise precum cu un gust dulceag. Aproape niciodată este atacată de viermi. [4][5][6]

Multe specii conțin antioxidanți de tip β-caroten ca aici descrisul Cantharellus cibarius sau Cantharellus minor, altele keto-carotenoida canthaxanthină ca de exemplu Cantharellus cinnabarinus și Cantharellus friesii. Toate posedă în mod signifiant vitamina D.

## Apariție și particularitate
Aceste ciuperci cresc în grupuri sau în cercuri mari, se dezvoltă, depinde de soi, în păduri de foioase (sub fagi, stejari)  și de conifere, deseori pe mușchi și printre afine, dar de asemenea sub castani comestibili sau prin tufișuri de zmeur și mur, la timp potrivit, din mai până în noiembrie.
Cantharellus este un simbiont mykorrhiza (Limba greacă veche μύκης mýkēs ‚ciuperca‘ și ῥίζα rhiza ‚rădăcina‘;, ce înseamnă, că sporele buretelui se leagă cu rădăcinile fine ale unui copac, dându-i apă și minerale, căpătând hrană în formă de asimilate, produse la fotosinteză cu ajutorul de bacterii. De aceea acest tip de ciuperci nu poate fi cultivat până astăzi.

## Taxonomie
Genul Cantharellus este mare și are o istorie taxonomică complexă. Index Fungorum enumeră peste 500 de denumiri științifice, care au fost aplicate acestui gen, deși numărul de nume în prezent valabile este mai mic de 100. În plus, față de sinonimie, multe specii au fost mutate în alte genuri cum sunt Arrhenia, Craterellus, Gomphus, Hygrophoropsis și Pseudocraterellus. Analizele filogenetice moleculare furnizează noi informații cu privire la relațiile dintre populațiile Cantharellus. Următoarele sunt doar câteva exemple ale speciei:
| - Cantharellus amethysteus - Cantharellus anthinoxanthus - Cantharellus appalachiensis - Cantharellus axanthus (forma schizocroica) - Cantharellus bicolor - Cantharellus cibarius - Cantharellus cinereus - Cantharellus cinnabarinus |  | - Cantharellus clavatus - Cantharellus crispus - Cantharellus friesii - Cantharellus infudibuloiformis - Cantharellus ianthinoxanthus - Cantharellus melanoxeros - Cantharellus muscigenus - Cantharellus olidus - Cantharellus pallens - Cantharellus persicinus - Cantharellus subalbidus - Cantharellus subcibarius - Cantharellus subpruinosus - Cantharellus subramosus - Cantharellus tubaeformis (tubiformis) |

## Cantharellus pe timbre

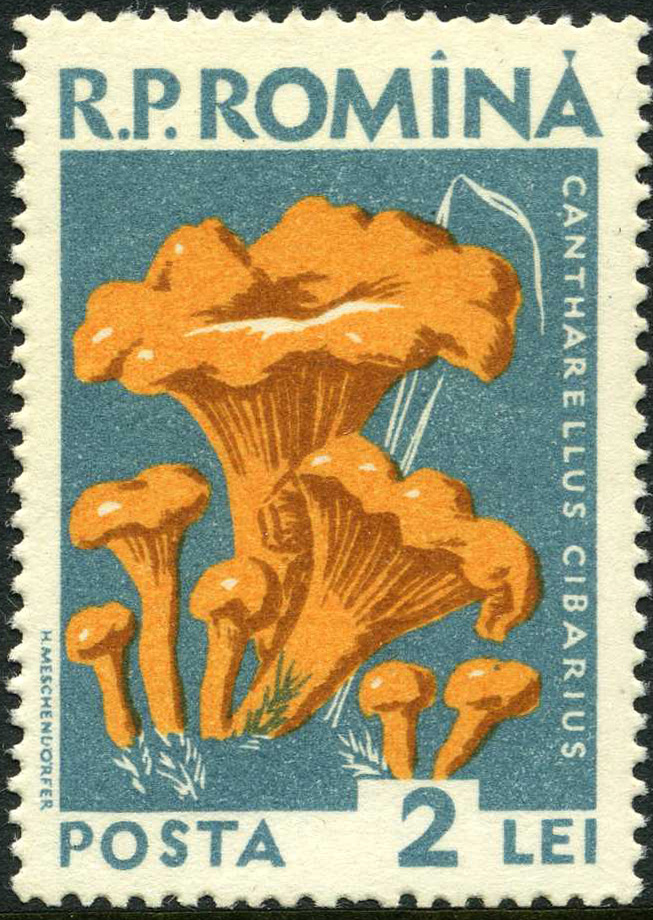
C. cibarius, România 1958
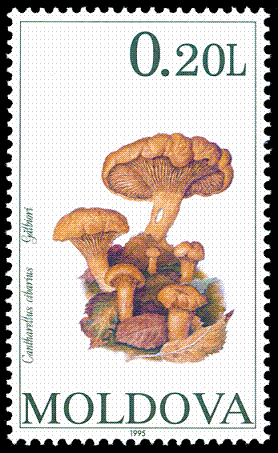
C. cibarius, Republica Moldova 1995
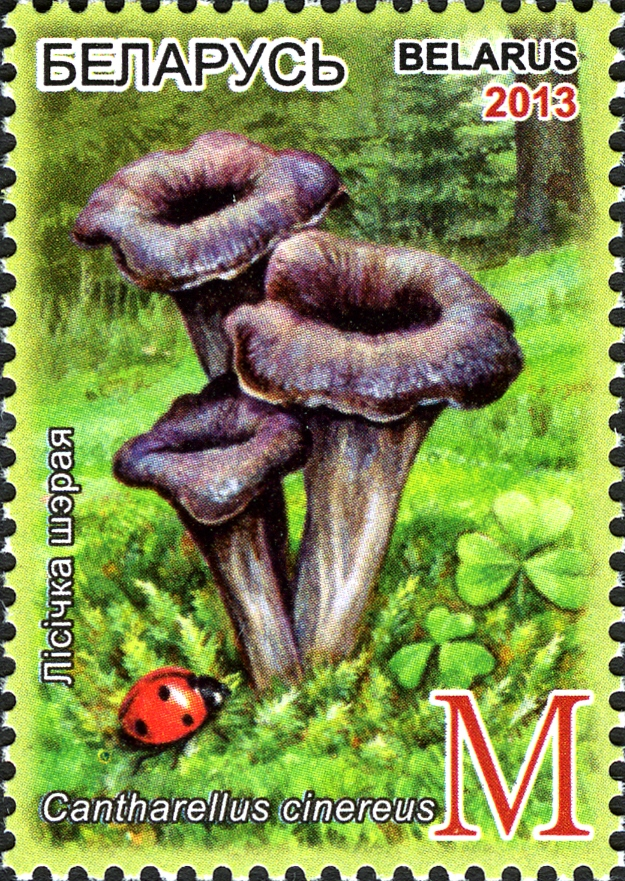
C. cinereus, Belarus